# Bayot (peuple)
Pour les articles homonymes, voir Bayot.
Les Bayot sont une population d'Afrique de l'Ouest vivant en Gambie, en Guinée-Bissau et au sud du Sénégal, en Casamance. Ils font partie du groupe diola et sont proches des Floups.

## Ethnonymie
Selon les sources et le contexte, on observe différentes formes : Baiote, Baiot, Bayots, Bayotte, Edii, Ehing, Essing, Kagere.

## Langues
Leur langue propre est le bayot, une langue bak , mais le diola-kassa, le wolof, le mancagne et le manjaque sont également utilisés.

#### Sources anciennes
- P. Arnaud-Régis, « La Casamance, le pays bayotte et le Balantacounda. Étude commerciale », in Questions diplomatiques et coloniales : revue de politique extérieure, tome 9, janvier-juin 1900, p. 281-286
- Charles Béart, « La case bayotte », in Notes africaines, no 41, janvier 1949, p. 5-7
- Jules Leprince, « Les Bayottes », in À travers le monde, no 41, 14 octobre 1905, p. 313-316 et p. 321-324

#### Ouvrages contemporains
- (en) James Stuart Olson, « Bayot », in The Peoples of Africa: An Ethnohistorical Dictionary, Greenwood Publishing Group, 1996, p. 83  (ISBN 9780313279188)
- (en) Marc R. Schloss, The Hatchet's blood: separation, power, and gender in Ehing social life, University of Arizona press, Tucson, Ariz., 1988, 178 p.  (ISBN 0-8165-1042-3)
- Christian Roche, Histoire de la Casamance : Conquête et résistance 1850-1920, Karthala, Paris, 1985, 401 p.  (ISBN 2865371255)